# La Matanza de Acentejo
La Matanza de Acentejo ist eine Gemeinde an der Nordküste Teneriffas mit 9.160 Einwohnern (Stand: 2024) und einer Fläche von 14,11 km². Nachbargemeinden sind El Sauzal im Nordosten, Candelaria im Südosten und La Victoria de Acentejo im Südwesten.

## Geographie
La Matanza de Acentejo liegt westsüdwestlich von Santa Cruz de Tenerife und nordöstlich von Arona.
Das Acentejo ist eine balkonartige gleichwohl stark geneigte Region (Höhenunterschied 1.500 Meter) zwischen dem Teidemassiv und der felsigen Küste, die bis zu 300 m steil zum Atlantik abfällt. Die Gegend ist sehr fruchtbar und gut mit Wasser versorgt, so dass hier eine üppige Vegetation gedeiht. So ist die Landwirtschaft auch Haupterwerbszweig. Unter anderem werden Bananen und Wein angebaut. Da die Bademöglichkeiten an der Steilküste selten und schwer erreichbar sind, ist der Tourismus hier noch sehr individuell.

## Geschichte
An der Stelle des heutigen Ortes verloren die Kastilien 1494 die Erste Schlacht von Acentejo gegen die einheimischen Guanchen. Daher nannten sie den Ort La Matanza (deutsch: das Gemetzel). Zwei Jahre später wurden die Guanchen an der Stelle des heutigen Nachbarortes La Victoria de Acentejo endgültig besiegt.

## Einwohnerentwicklung
| Jahr | Einwohner | Bevölkerungsdichte |
| ---- | --------- | ------------------ |
| 1991 | 5.887     | 398,0 Ew./km²      |
| 1996 | 6.451     | 436,2 Ew./km²      |
| 2001 | 7.053     | 476,9 Ew./km²      |
| 2002 | 7.378     | 498,9 Ew./km²      |
| 2003 | 7.490     | 506,4 Ew./km²      |
| 2004 | 7.587     | 513,0 Ew./km²      |
| 2005 | 7.806     | 527,8 Ew./km²      |
| 2006 | 7.972     | 539,0 Ew./km²      |
| 2007 | 8.117     | 548,8 Ew./km²      |
| 2014 | 8.745     | 591,3 Ew./km²      |
| 2019 | 9.061     | 642,1 Ew./km²      |
| 2022 | 9.054     | 641,7 Ew./km²      |

## Verkehr
La Matanza de Acentejo ist mit der Inselhauptstadt Santa Cruz de Tenerife und dem Flughafen Los Rodeos über die Nordautobahn TF-5 verbunden.